# The Best of Dolly Parton
The Best of Dolly Parton är ett samlingsalbum av Dolly Parton, släppt i november 1970.

## Albuminformation
Albumet innehåller mycket av hennes tidiga material från åren på skivbolaget RCA, och samlingsalbumet innehöll hennes dittills största hitlåt, en cover på Jimmy Rodgers låt "Mule Skinner Blues", som nådde placeringen #3 på USA:s countrylistor i början av 1970. Den inspelningen var ny till detta album, övriga hade tidigare legat på andra album.  
The Best of Dolly Parton släpptes bara tre år efter att Dolly Parton skrivit kontrakt med skivbolaget och innehåller flera inspelningar som inte hade släppts som singlar, som "Down From Dover", "Gypsy Joe and Me", "Just the Way I Am", och gospelstandardlåten "How Great Thou Art".  
Albumet förväxlas ibland med RCA-lanseringen Best of Dolly Parton från 1975 (ibland skiljs albumen åt genom att kallas Best of...Volume I och Best of...Volume II) samt samlingen The Very Best of Dolly Parton från 2007.
För "Mule Skinner Blues" blev Dolly Parton för första gången nominerad till en Grammy, då för bästa kvinnliga sånginsats inom country.

## Låtlista
1. Mule Skinner Blues (Jimmy Rodgers)
2. Down From Dover (Dolly Parton)
3. My Blue Ridge Mountain Boy (Dolly Parton)
4. In the Good Old Days (When Times Were Bad) (Dolly Parton)
5. Gypsy, Joe, and Me (Dolly Parton)
6. In the Ghetto (Mac Davis)
7. Just Because I'm a Woman (Dolly Parton)
8. Daddy Come and Get Me (Dolly Parton, Dorothy Jo Hope)
9. How Great Thou Art (Carl Boberg, Stuart K. Hine)
10. Just the Way I Am (Dolly Parton)

## Listplacering
| Lista (1970)          | Topplacering |
| --------------------- | ------------ |
| US Top Country Albums | 12           |